# Adriano Novellini
Adriano Novellini (* 21. August 1948 in Mariana Mantovana) ist ein ehemaliger italienischer Fußballspieler.

## Karriere
Novellini spielte von 1967 bis 1970 für Atalanta Bergamo erstmals im Seniorenbereich und in seiner Premierensaison erstmals in der höchsten Spielklasse im italienischen Fußball, der Serie A. In dieser Spielklasse bestritt er zunächst drei Saisonspiele, wobei er am 7. Januar 1968 (14. Spieltag) bei der 0:5-Niederlage im Auswärtsspiel gegen den FC Bologna debütierte. Sein erstes von zwei Saisontoren erzielte er in seinen zwölf Saisonspielen am 6. April 1969 (24. Spieltag) beim 2:2-Unentschieden im Heimspiel gegen den FC Palermo mit dem Treffer zum Endstand in der 75. Minute. In der Folgesaison stieg er mit seiner Mannschaft in die Serie B ab, in der er noch eine Saison lang stürmte und sieben Tore in 36 Punktspielen erzielte. Ferner kam er noch im 1955 wiederbelebten Wettbewerb um den Mitropapokal zum Einsatz; 1967 und 1968 jeweils im Erstrundenhin- und Rückspiel gegen den Austria Wien bzw. Roter Stern Belgrad.
Anschließend spielte er von 1970 bis 1972 für Juventus Turin, mit dem Verein er am Ende seiner zweiten Saison die Meisterschaft gewann und mit ihm erstmals im Wettbewerb um den Messestädte-Pokal teilnahm. In neun von zwölf Spielen, in denen er vier Tore erzielte, wirkte er mit; in den beiden Finalspielen gegen Leeds United, der den Wettbewerb gewann, kam er im Hinspiel am 28. Mai 1971 im Stadio Comunale beim 2:2-Unentschieden zum Einsatz. Ferner bestritt er vier Spiele im Wettbewerb um den UEFA-Pokal, in dem er vier Tore erzielte – eins im Hinspiel, drei im Rückspiel der 1. Runde gegen den Marsa FC aus Malta. Im Viertelfinale kam er zweimal gegen die Wolverhampton Wanderers, gegen die er mit seinem Verein aus dem Wettbewerb ausschied, zum Einsatz.
Es folgten zwei weitere Saisons in der Serie A, diesmal für den FC Bologna, mit dem er den nationalen Vereinspokal 1974 gewann und für den er auch noch die Hinrunde der Saison 1974/75 spielte. In der Rückrunde kam er für den Ligakonkurrenten Cagliari Calcio zum Einsatz. Von 1975 bis 1977 war er beim Zweitligisten FC Palermo in insgesamt 54 Punktspielen, in denen er fünf Tore erzielte, tätig; über seinen Verbleib in der Saison 1977/78 ist nichts bekannt. Von 1978 bis 1980 trat er in Iglesias auf Sardinien für den dort ansässigen Verein Monteponi Iglesias in Erscheinung, bevor er seine letzten drei Jahre für die ASD Carbonia Calcio spielte und danach seiner Spielerkarriere beendete.

## Erfolge
- Italienischer Meister: 1971/72
- Italienischer Pokalsieger: 1973/74
- Messestädte-Pokalsieger: 1970/71